# Повзикові
По́взикові (Sittidae) — родина горобцеподібних птахів. Це маленькі птахи з міцним дзьобом, відомі своїм спритним лазінням стовбурами дерев, нерідко вниз головою. Живуть на деревах і в скелях. Залишаються все життя поблизу свого місця народження і виводять потомство в дуплах або в отворах в скелях. Входи в дупло як правило робляться вже за допомогою глини. Повзикові живляться різними безхребетними та насінням рослин. Самці та самиці забарвлені однаково і майже не відрізняються один від одного.

## Опис і поведінка
Розміри повзиків різняться від 195 мм і 36—47 г у великого повзика до 100 мм в довжину і близько 10 г у повзика малого та повзика-крихітки.
Повзики — компактні птахи з короткими ногами, стиснутими крилами й квадратним хвостом з 12 пір'їн. Вони мають довгі, міцні, загострені дзьоби та міцні пальці з довгими кігтями. Повзики мають синьо-сіру спину (фіолетово-блакитну у деяких азійських видів, які також мають червоні або жовті дзьоби) і білу нижню частину, яка змінюється в темно-червоному, помаранчевому, червоному або бузковому відтінках. Хоча відмітини на голові відрізняються між видами, довга чорна смуга на очах з контрастною білою верхньою «бровою», темним чолом і чорною шапкою є поширеною. Представники різних статей виглядають схожими, але можуть відрізнятися забарвленням нижньої частини, особливо на задніх боках і під хвостом. Молодняк і птахи річного віку майже не відрізняються від дорослих.

## Поширення
Видове різноманіття Sittidae найбільше в Південній Азії (можливо, батьківщині цієї родини), де зустрічається близько 15 видів, але представники повзиків є на більшій частині Північної півкулі.

## Поведінка
Повзики мають дуже голосну пісню, що складається з різноманітних свистків, трелів та криків. Їхні шлюбні пісні, як правило, прості та часто ідентичні їхнім контактним сигналам, але довші за тривалістю. Червоногрудий повзик, який співіснує зі світлокрилою гаїчкою на більшій частині свого ареалу, здатний розуміти пісню і сигнали цього виду. Гаїчка має тонкі варіації сигналів, які передають інформацію про розмір і ризик потенційних хижаків. Багато птахів розпізнають прості сигнали тривоги, які видають інші види, але червоногрудий повзик здатний інтерпретувати детальні варіації пісень і сигналів гаїчок і реагувати належним чином.

### Харчування
Повзики шукають їжу вздовж стовбурів і гілок дерев і належать до тієї ж екологічної гільдії, що й дятли. Однак, на відміну від дятлів і підкоришників, вони не використовують свої хвости для додаткової опори, покладаючись натомість на свої сильні ноги та ступні, щоб рухатися уривчастими стрибками. Вони здатні спускатися головою вперед і зависати вниз головою під гілками та гілками. Рудоволий повзик може навіть витягнутися вниз із перевернутого положення, щоб пити воду з листя, не торкаючись землі. Скельний повзик добуває їжу за такою ж технікою, як і лісові види, але шукає їжу на скелях, а іноді й на будівлях. Під час розмноження пара повзиків годується лише на своїй території, а в інший час приєднується до пролітаючих синиць або до змішаних зграй, що годуються.

### Розмноження
Усі повзики гніздяться в дуплах; за винятком двох видів повзиків, усі використовують дупла дерева, роблячи просту чашу, вистелену м'якими матеріалами, на які кладуть яйця. У деяких видів підкладка складається з дрібних деревних об'єктів, таких як лусочки кори та лушпиння насіння, тоді як в інших вона включає мох, траву, шерсть та пір'я, що типово для горобиних птахів.

## Деякі види
- Повзик білощокий (Sitta leucopsis) — південні Гімалаї
- Повзик чорноголовий (Sitta przewalskii) — Китай, Тібет
- Повзик гігантський (Sitta magna) — Китай, Бірма, Таїланд
- Повзик каролінський (Sitta carolinensis) — Північна Америка: від Канади до Мексики
- Повзик-білозір (Sitta formosa) — Індія, Бірма, Китай
- Повзик блакитний (Sitta azurea) — Малайзія, Суматра, Ява
- Повзик червонодзьобий (Sitta frontalis) — Цейлон, Індокитай, Індонезія
- Повзик жовтодзьобий (Sitta solangiae) — Китай, В'єтнам
- Повзик острівний (Sitta oenochlamys) — Філіппіни, ендемік
- Повзик-крихітка (Sitta pygmaea) — Північна Америка: від Британської Колумбії до південної Мексики
- Повзик малий (Sitta pusilla) — південний схід США, ендемік
- Повзик багамський (Sitta insularis) — Багамські острови, ендемік
- Повзик звичайний (Sitta europaea) — Євразія